# Poecilolepis
Poecilolepis är ett släkte av korgblommiga växter. Poecilolepis ingår i familjen korgblommiga växter.
Kladogram enligt Catalogue of Life:
| Poecilolepis | \| \| Poecilolepis ficoidea \| \| \| \| \| \| Poecilolepis maritima \| \| \| \| |
|              | \| \| Poecilolepis ficoidea \| \| \| \| \| \| Poecilolepis maritima \| \| \| \| |
|              | Poecilolepis ficoidea                                                           |
|              |                                                                                 |
|              | Poecilolepis maritima                                                           |
|              |                                                                                 |